# Len setý
Len setý (Linum usitatissimum) je jednoletá bylina, pěstovaná pro lněné vlákno a pro olejnatá semena. Pochází z regionu mezi východním Středomořím a Indií a ve velkém se pěstovala již ve starověkém Egyptě. Byl jednou z prvních rostlin domestikovaných během neolitické revoluce. Dorůstá výšky asi 1,2 m, kvete světle modře, květ má pět kališních a korunních lístků. Plodem je pětipouzdrá tobolka. Odvětví zabývající se pěstováním a zpracováním lnu se nazývá lnářství. Odpadní produkt lnu, který se dále používá např. k výrobě celulózy, se označuje jako koudel.
Rozlišují se následující typy lnu:
- len jarní – mlatec, nepukavé tobolky
- len přadný – dlouhý stonek
- len olejný – nižší, rozvětvený
- len olejnopřadný

## Léčivé vlastnosti
Semeno lnu se používá při zácpě, zánětu žaludku a střev, při vředech žaludku a dvanácterníku. Při podání záleží na formě. Pro působení v žaludku nebo dvanácterníku podáváme slizovitý macerát, zatímco pro působení ve střevech se podává celé nebo čerstvě mleté semeno. Lněný olej užívaný vnitřně má výborné výsledky[zdroj?] při léčení nemocí jater a kornatění cév; též upravuje vysokou hladinu cholesterolu. Pro zevní použití se používá kaše uvařená z mletého semene. Používá se při kožních zánětech, na spáleniny a na vysušenou pokožku. V homeopatii se používá buď esence z čerstvě kvetoucí natě nebo tinktury vyrobené ze semene. Použití je obdobné jako v alopatické medicíně, účinek je však mírnější.

## Len olejný
Len olejný je skupina odrůd lnu setého pěstovaných pro olejnatá semena. Stonek olejného lnu je zpravidla nižší a jeho kvalita z hlediska textilního je nižší než u přadného lnu. Olejný len je používán jednak jako potravina a jednak jako surovina pro výrobu fermeže a dalších látek.

### Odrůdy olejného lnu
Podle obsahu kyseliny alfa-linolenové (tzv. esenciální mastná kyselina, kterou si lidský organismus nedokáže vyrobit, označovaná zkratkou ALA) jsou rozlišovány dvě (případně tři) skupiny odrůd olejného lnu:
- odrůdy s nezměněnou skladbou mastných kyselin s podílem ALA v oleji nad 50 % a nízkým obsahem kyseliny linolové,
- odrůdy, u nichž byla skladba mastných kyselin změněna:
  - odrůdy nízkolinolenové s podílem ALA v oleji do 5 %, vysoký podíl linolové kyseliny, olej je stabilní (nežlukne), z výživového hlediska je však nevhodný
  - odrůdy s poměrem linolové a alfa linolenové kyseliny kolem 1:1.